# (27828) 1994 AY2
1994 أي واي 2 (ويعرف أيضًا باسم (27828) 1994 أي واي 2 وفق تسمية الكوكب الصغير) (بالإنجليزية: 1994 AY2)‏ هو كويكب ضمن حزام الكويكبات؛ وترتيبه 27828 من حيث الاكتشاف.
اكتُشف هذا الجُرم الفلكي بواسطة هيروشي كانيدا في 12 يناير 1994.

## وصلات خارجية
- (27828) 1994 AY2 في قاعدة بيانات مختبر الدفع النفاث لأجرام النظام الشمسي الصغيرة

- الاكتشاف · مخطط المدار ·  العناصر المدارية · المعلمات المادية

- (27828) 1994 AY2 على موقع ويكي سكاي: DSS2, SDSS, GALEX, IRAS, Hydrogen α, X-Ray, Astrophoto, Sky Map, Articles and images